# Lamoria
Lamoria är ett släkte av fjärilar. Lamoria ingår i familjen mott.

## Dottertaxa tillLamoria, i alfabetisk ordning[1]
- Lamoria adaptella
- Lamoria anella
- Lamoria attamasca
- Lamoria baea
- Lamoria brevinaevella
- Lamoria cafrella
- Lamoria clathrella
- Lamoria eumeces
- Lamoria exiguata
- Lamoria foedellus
- Lamoria fumidea
- Lamoria fusconervella
- Lamoria glaucalis
- Lamoria hemi
- Lamoria idiolepida
- Lamoria imbella
- Lamoria infumatella
- Lamoria inostentalis
- Lamoria jordanis
- Lamoria medianalis
- Lamoria melanophlebia
- Lamoria obscurellus
- Lamoria oenochroa
- Lamoria pachylepidella
- Lamoria pallens
- Lamoria peridiota
- Lamoria planalis
- Lamoria ruficostella
- Lamoria surrufa
- Lamoria virescens